# Heriberto Jurado
Pour les articles homonymes, voir Jurado.
Heriberto Jurado, né le 3 janvier 2005 à Miguel Hidalgo au Mexique, est un footballeur mexicain qui joue au poste d'ailier gauche au Cercle de Bruges.

## Biographie

### En club
Né à Miguel Hidalgo au Mexique, Heriberto Jurado est formé au Club Necaxa. Il joue son premier match en professionnel le 21 octobre 2021, lors d'une rencontre de championnat face au Deportivo Toluca. Il entre en jeu et les deux équipes se neutralisent (1-1 score final),.
Le 11 mars 2022, Jurado inscrit son premier but en professionnel, à l'occasion d'une rencontre de championnat face au Querétaro FC. Titularisé ce jour-là, il donne la victoire à son équipe en inscrivant le seul but de la partie,. Considéré comme le joueur le plus prometteur du Club Necaxa, Jurado impressionne à ses débuts par sa maturité et son habileté balle au pied, qui lui vaut des comparaisons avec l'une des gloires du football mexicain, Andrés Guardado, et devient l'une des révélations du championnat en 2022.
Le 3 février 2025, lors du mercato hivernal, Jurado est recrtué par le Cercle Bruges KSV qui l'engage jusqu'en 2028, avec option pour une année supplémentaire.

### En sélection
Heriberto Jurado représente l'équipe du Mexique des moins de 20 ans. Le 8 juin 2022 il est convoqué pour participer au Championnat de la CONCACAF des moins de 20 ans en 2022. Il joue son premier match avec cette sélection dans cette compétition, le 20 juin 2022 contre le Suriname. Il entre en jeu et son équipe s'impose par huit but à zéro. Jurado fait deux apparitions dans cette compétition, où le Mexique est éliminé en quarts de finale contre le Guatémala après une séance de tirs au but.
Heriberto Jurado participe au tournoi Maurice Revello en 2023 avec les espoirs mexicains et perd en finale face au Panama.
Avec les moins de 20 ans il est sélectionné avec l'équipe du Mexique des moins de 20 ans pour participer au championnat de la CONCACAF des moins de 20 ans en 2024. Lors de cette compétition organisée au Mexique, il joue cinq matchs et marque un but. Son équipe remporte le tournoi en battant les États-Unis en finale par deux buts à un après prolongations.

## Palmarès
Mexique -20 ans
- Championnat de la CONCACAF des moins de 20 ans (1) :
  - Vainqueur : 2024.